# Genova hercegeinek listája
Ez a cikk Genova hercegeinek listáját tartalmazza.

## Genova hercegei

### Savoya–Genovai-házból
| Herceg Címviselés ideje                         | Címviselés terminusa   | Portré | Született Felmenői | Elhunyt                                              |
| ----------------------------------------------- | ---------------------- | ------ | --- | ---------------------------------------------------- |
| Ferdinánd 1831. április 27. – 1855. február 10. | 23 év, 9 hónap, 14 nap |        | 1822. november 15. Firenze, ToszkánaKároly Albert szárd–piemonti király és Ausztriai Mária Terézia királyné fia        | 1855. február 10. Torino, Szárd–Piemont (32 évesen)  |
| Tamás 1855. február 10. – 1931. április 15.     | 76 év, 2 hónap, 5 nap  |        | 1854. február 6. Torino, Szárd–PiemontFerdinánd, Genova 1. hercege és Erzsébet hercegné fia                            | 1931. április 15. Torino, Olaszország (77 évesen)    |
| Ferdinánd 1931. április 15. – 1963. június 24.  | 32 év, 2 hónap, 9 nap  |        | 1884. április 21. Torino, OlaszországTamás, Genova 2. hercege és Izabella hercegné fia                                 | 1963. június 24. Bordighera, Olaszország (79 évesen) |
| Filibert 1963. június 24. – 1990. szeptember 7. | 27 év, 2 hónap, 14 nap |        | 1895. március 10. Torino, OlaszországFerdinánd testvére, Tamás, Genova 2. hercege és Izabella hercegné fia             | 1990. szeptember 7. Lausanne, Svájc (95 évesen)      |
| Jenő 1990. szeptember 7. – 1996. december 8.    | 6 év, 3 hónap, 1 nap   |        | 1906. március 13. Torino, OlaszországFerdinánd és Filibert testvére, Tamás, Genova 2. hercege és Izabella hercegné fia | 1996. december 8. São Paulo, Brazília (90 évesen)    |